# Орёл (паровоз)
«Орёл» и «Лев» — паровозы изготовленные на заводе Вулкан в Англии  для Царскосельской железной дороги.
Для Царскосельской железной дороги у завода Вулкан, который принадлежал Чарльзу Тайлёру и компании, Ф. А. Герстнер  заказал 2 паровоза, которые были изготовлены в 1837 году и в 1838 году прибыли на дорогу.
Хотя в архивном списке локомотивов,выпущенных заводом Вулкан,который подвергается сомнению в подлинности информации,  имеется всего один паровоз под № 45, произведённых для России. У Ракова В. А. в книге  «Локомотивы отечественных железных дорог (1845—1955)», один паровоз выпущен Вулканом , а второй Хоторном, подлинность данной информации не найдена.
3 ноября 1838 года им были присвоены имена — «Орёл» и «Лев».

## Эксплуатация
Пробег паровозов в верстах по годам эксплуатации
| год  | Орёл             | Лев               |
| ---- | ---------------- | ----------------- |
| 1839 | 25950 (с марта)  | 24300             |
| 1840 | 16550            | 16250             |
| 1841 | 4700             | 24875             |
| 1843 | 8825 ( до июня ) | 14400             |
| 1844 |                  | 2225 ( до марта ) |